# 劉克勤
劉克勤，字禹淑，號澹銘，四川成都府新繁县人，明朝政治人物。同进士出身。

## 生平
八月十九日生，治易经。萬曆十六年戊子科四川鄉試第六十二名舉人，二十三年（1595年）乙未科會試第二百九十名，廷試三甲第一百四十三名进士，兵部觀政，二十四年六月授任湖广永州府司理，有政声，升南户曹，管中都仓，擢黄州知府，调汉阳府，入名宦祠。操持峻洁，卒于官。

## 家族
曾祖劉鳳喈，知縣。祖劉興仁，教谕。父劉正纪，庠生。母周氏。永感下。娶谭氏。子思安、思集。